# Andrea Di Stefano
 (septembre 2017).
Si vous disposez d'ouvrages ou d'articles de référence ou si vous connaissez des sites web de qualité traitant du thème abordé ici, merci de compléter l'article en donnant les références utiles à sa vérifiabilité et en les liant à la section « Notes et références ».
Pour les articles homonymes, voir Di Stefano.
Andrea Di Stefano est un acteur et réalisateur italien, né le 15 décembre 1972 à Rome.

## Biographie
Andrea Di Stefano suit les cours de l'école d'art dramatique de New York.
Il débute en 1997 dans le premier rôle du film Le Prince de Hombourg, une adaptation de la pièce du même nom de Heinrich von Kleist, mise en scène par Marco Bellocchio.

## Filmographie

### Comme acteur

#### Cinéma

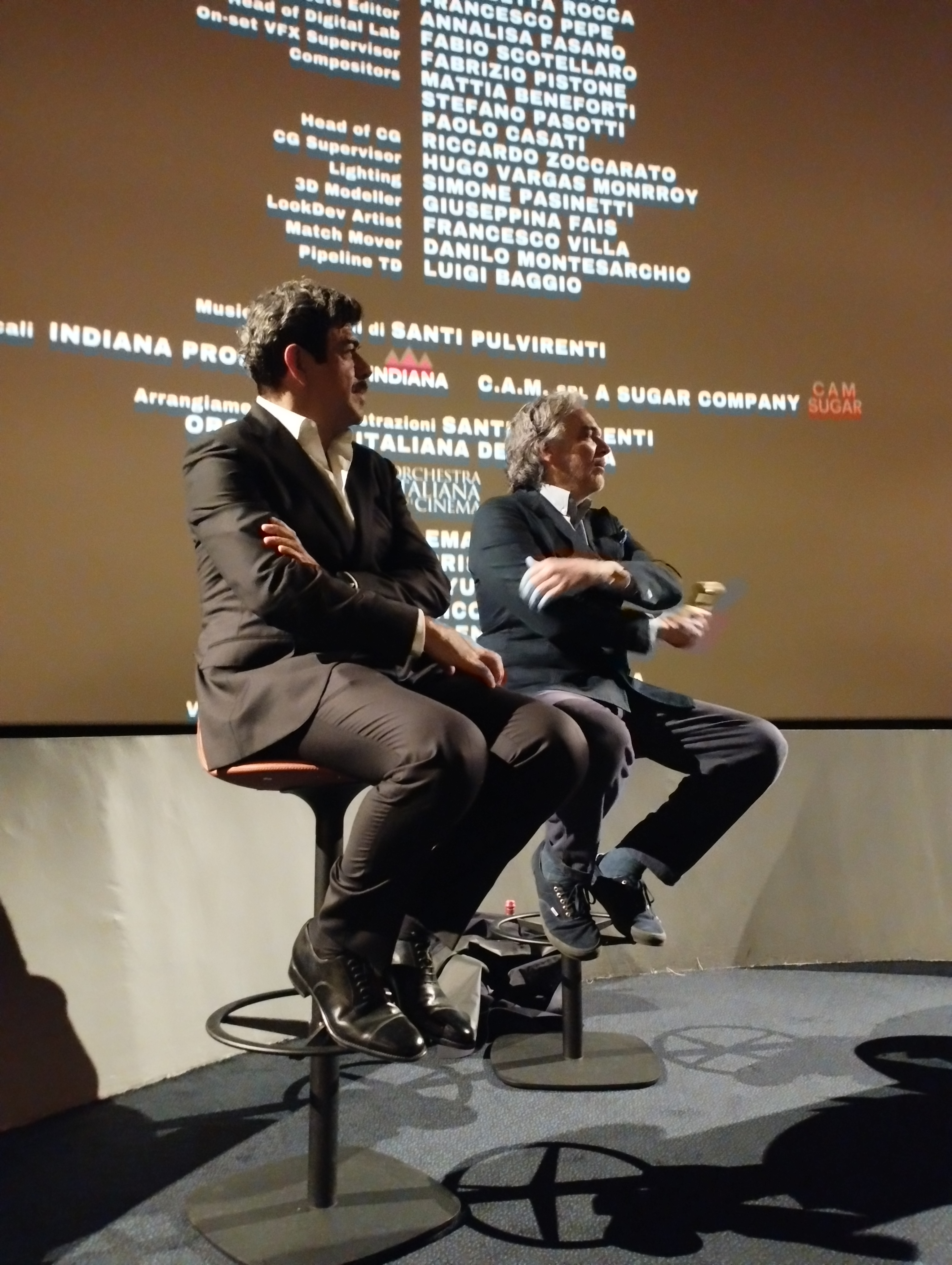
Pierfrancesco Favino et Andrea Di Stefano lors de l'avant-première de Dernière Nuit à Milan à l'UGC Ciné Cité Les Halles, le 9 mai 2023.

- 1995 : The Pagan Book of Arthur Rimbaud de Jay Anania
- 1997 : Le Prince de Hombourg (Il principe di Homburg) de Marco Bellocchio : le prince de Hombourg
- 1998 : Le Fantôme de l'Opéra (Il fantasma dell'opera) de Dario Argento : baron Raoul de Chagny
- 1999 : The Citizen de Jay Anania : Joaquin Arias
- 2000 : Avant la nuit (Before Night Falls) de Julian Schnabel : Pepe Malas
- 2000 : Almost Blue d'Alex Infascelli : Vittorio Poletto
- 2001 : Hotel de Mike Figgis : l'assassin
- 2002 : Angela de Roberta Torre : Masino
- 2003 : Il vestito da sposa d'Alex Infascelli : Franco
- 2004 : A luci spente de Maurizio Ponzi : Primo Ratelli
- 2005 : Guilty Hearts segment The Ingrate de Krystoff Przykucki : l'ingrat
- 2005 : Contronatura de Alessandro Tofanelli : Giacomo
- 2005 : Cuore sacro de Ferzan Özpetek : Giancarlo
- 2007 : Videoblog court métrage d'Alessandro Giordani : l'étrangleur de Boston
- 2009 : Ne te retourne pas de Marina de Van : Teo / Gianni
- 2009 : Nine de Rob Marshall : Benito
- 2010 : Mange, prie, aime (Eat Pray Love) de Ryan Murphy : Giulio
- 2012 : L'Odyssée de Pi (Life of Pi) d'Ang Lee : le prêtre
- 2016 : Bienvenue en Sicile (In guerra per amore) de Pierfrancesco Diliberto : Philip Catelli

#### Télévision
- 1999 : Ama il tuo nemico de Damiano Damiani : Fabrizio Canepa
- 1999 : Vendetta de Nicholas Meyer : Vincent Provenzano
- 2001 : Ama il tuo nemico 2 de Damiano Damiani : Fabrizio Canepa
- 2006 : I colori della gioventu de Gianluigi Calderone : Umberto Boccioni
- 2007 à 2010 : Medicina generale de Gianluigi Calderone : Giacomo Pogliani

### Comme scénariste
- 2006 : Perversion (Mare nero) de Roberta Torre
- 2010 : Hasta la vista Fanfan court métrage de Anissa Bonnefont

### Comme réalisateur
- 2014 : Paradise Lost (Escobar: Paradise Lost) (également scénariste)
- 2019 : The Informer
- 2023 : Dernière Nuit à Milan (L'ultima notte di Amore)
- 2026 : Il Maestro[1]